# Shangbang Leasing Tower
La Shangbang Leasing Tower est un gratte-ciel de 246 mètres construit en 2016 à Tianjin en Chine.  